# Макон (графство)
Графство Макон (фр. Comté de Mâcon) — средневековое французское графство со столицей в городе Макон, располагавшееся в области Маконнэ в юго-восточной Бургундии на территории современной французской провинции Сона и Луара. Благодаря своему географическому положению к югу от графства Шалон, графство Макон никогда не входило в состав Бургундского герцогства. Кроме того, в IX—XII веках графство Макон зависело от графства Бургундия, находясь одновременно в вассальной зависимости от королей Франции и императоров Священной Римской империи, что позволило его правителям получить определённую самостоятельность на своей территории.

## Образование графства
Графство было основано Каролингами в VIII веке. О начальной истории графства практически ничего не известно.
После разгрома арабской армии в битве при Пуатье, в 733 году франкский майордом Карл Мартел подчинил себе Бургундию, раздав захваченные владения своим приближенным. В Шалоне он посадил Адаларда, в Отёне, Маконе и Вьенне — Теодерика.
Происхождение Теодерика (ок. 708—755?) точно не известно. Главная сложность заключается в том, что в это время существовало несколько графов по имени Теодорик или Теодерик из нескольких близких родов. Существует несколько версий его происхождения. В настоящее время большее распространение получила версия, по которой Теодерик был потомком Бернариуса, графа Септимании.
Тьерри (Теодерик) I (ок.725/730—793) унаследовал Отён, Вьенн и Макон после смерти отца. Он был женат на дочери Карла Мартела по имени Альда (или Ода). В 791 году он участвовал в походе на авар, возглавляя саксонскую армию.
О правлении ближайших преемников Терри I неизвестно практически ничего. После смерти ему наследовал старший сын, Теодоан (ум. 816). Правил он в Отёне и, скорее всего, в Маконе всего 3 года. После чего упоминания о графстве на некоторое время исчезает.

## Макон в составе Бургундского маркграфства
Следующее упоминание о графстве относится к 825 году, когда графом Макона впервые упоминается Гверин, жена которого, Оба, возможно была дочерью графа Отёна Тьерри III (ум. в 830 году), внука Тьерри I.
Гверин (ум. в 853 году) был очень заметной фигурой в Бургундии, объединив в своих руках несколько бургундских графств. Унаследовав графство Овернь, он принимал активное участие в борьбе между императором Людовиком Благочестивым с сыновьями. В 825 году епископ Макона Хилдебранд по приказу императора предоставил ему Клюни взамен другого графства. Гверин принимал активное участие в борьбе императора Людовика с сыновьями. Вначале он был сторонником Лотаря I, именно Гверин увез в 830 году в ссылку в Пуатье императрицу Юдифь. После раздела в 831 году его влияние в Бургундии значительно выросло. Но в 834 году Гверин перешел на сторону императора, защищая город Шалон от армии Лотаря. Но несмотря на это город был захвачен и опустошен. Лотарь пощадил Гверина, но обязал его принести присягу верности.
В 835 году Гверин назван графом Шалона (хотя получил его он скорее всего раньше). В 835/840 году он отсутствовал в Бургундии, находясь в Лионе, Вьенне, Тулузе. В Хронике в 840/842 годах он упоминается как маркграф («герцог») Бургундии («dux Burgundiae potentissimus») и Тулузы («dux Tolosanus»). В это время он распространил своё влияние до Роны и Готии. В 839 году он был лишен Оверни.
После смерти императора Людовика в 840 году Гверин переходит на сторону Карла Лысого, присягнув ему на верность в Орлеане. В 841 году он участвовал в битве при Фонтенуа в армии Карла Лысого и Людовика Немецкого против императора Лотаря. За это он после подписания Верденского договора в 843 году получил графства Отён, Осуа и Десмуа, что вместе с уже имеющимися у него графствами Макон, Шануа и Мермонтуа делает его самым могущественным феодалом в Бургундии. С этого момента Гверин становится маркграфом или маркизом Бургундии.
В 850 году Гверин послал своего старшего сына Изембарта в Готию против Гильома, сына Бернарда Септиманского, восставшего против Карла. Изембарт попал в плен, но вскоре ему удалось бежать. Собрав большие силы он захватил Гильома, который вскоре был казнен по приказу короля.
После смерти Гверина его владения переходят к Изембарту (815—858), но о его правлении практически ничего не известно.
Вскоре после марта 858 году ему наследует Онфруа (Гумфред) (ум. после 876 года), а король Карл дарует Гумфриду титул маркиза Бургундии. В 862 году близкий родственник Гумфрида, регент Прованса Жерар был обвинен в мятеже против короля, но Карл не дал этому обвинению ход. Но в апреле 863 года Гумфрид захватил Тулузу у маркиза Раймунда I Тулузского. Король направил войска в Бургундию и захватил владения Гумфрида, раздав их, а сам Гумфрид бежал сначала в Италию, а потом в Швабию.

## Макон во второй половине IX—X веках
После раздела владений Гумфрида Макон и Дижон достались Эду (ум. в 871 году), родственнику Роберта Сильного, бывшему графу Труа. Он владел также бургунскими графствами Варе и Портуа. Позже, в 867 году, король Карл II Лысый возвратил графство Труа, к которому добавил ещё и Отён.
После смерти Эда Макон и южная часть Отёнуа достались Экхарду (810—877), сыну Хильдебранда III, графа Отёна, графу Шалона и сеньору Перраси. Возможно именно в это время из Отёна были выделены Шароле и Брионне, после чего Шароле вошло в состав Шалонского графство. При этом большая часть Шароле (сеньория Перраси, его родовое владение) уже была во владении Экхарда.
После смерти Экхарда Макон и Шалон вошли в состав владений Бозона Вьеннского (850—887), который в 879 году объявил себя королём Нижней Бургундии (Прованса). Макон был в составе других графств включен в состав королевства.
В 880 году против Бозона выступили короли Франции и Германии. В конце 880 года Отён, Безансон, Шалон, Макон и Лион были захвачены и перешли под контроль Каролингов. Графом Макона стал Бернар Плантвелю (841—886), владевший к тому же графствами Руэрг, Тулуза, Овернь, Лимузен, Бурж, а также титулом «маркиз Готии». Но графство Отён, на которое также претендовал Бернар, было передано брату Бозона, Ричарду Заступнику.

## Макон в составегерцогства Аквитания
Разочарованный Бернар становится сторонником избранного императором Карла III Толстого. В результате, Карл став королём Франции, в 885 году признал за Бернаром графство Лион, а также титул маркграфа Аквитании. С этого момента титул Бернара звучал как «comes dux seu et marchio». Кроме того Бернар, чьи владения граничили с владениями Бозона, признавшего сюзеренитет императора, следил за его поведением.
Умер Бернар в 886 году, большую часть его владений, в том числе и Макон унаследовал сын, Гильом I Благочестивый (ум. в 918 году). В его обширные владения, располагавшиеся от Бургундии до Тулузы, входили Макон, Овернь, Лион, Лимузен, Берри, Готия. В 893 году он приютил бежавшего из Пуатье Эбля Манцера и присвоил себе титул герцога Аквитании. Фактически он не зависел от короля Франции, пользуясь в своих владениях неограниченной властью и чеканя собственные монеты. Однако единственный сын Гильома умер раньше отца, поэтому наследниками его владений стали племянники, сначала Гильом II Молодой (ум. в 926 году), а затем его брат Акфред (ум. в 927 году), после смерти которого владения были разделены.
При этом уже в 884 году виконтом Макона был назначен Лето I. Его преемником, судя по всему, был Ракульф (Ракон, Рано), после смерти которого в 915 году виконтом стал муж его дочери Обри I (ум. в 943 году), сын Майеля, виконта Нарбонны.

## Графы Макона и Безансона

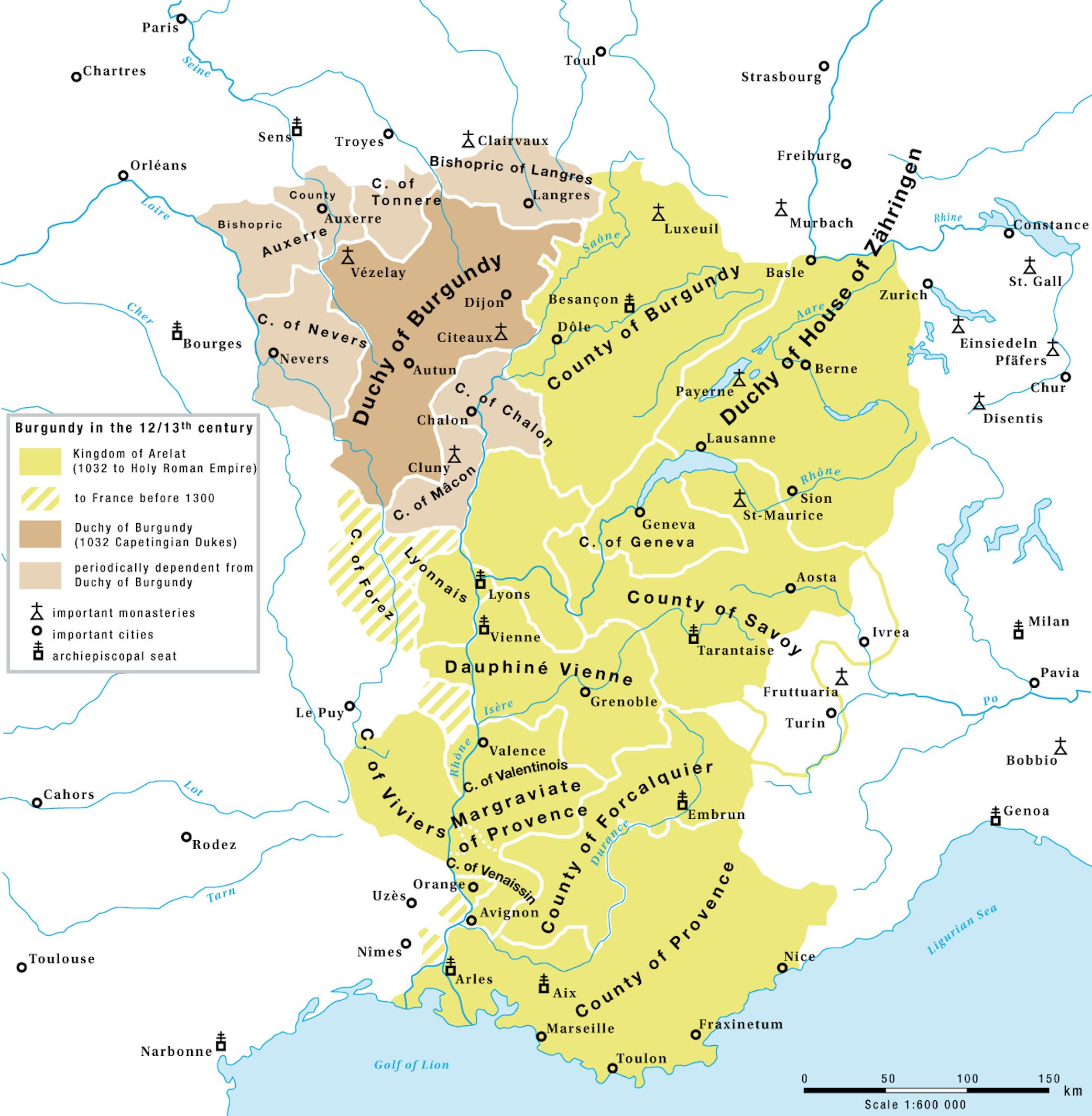
Бургундия в X веке

Макон в 927 году в итоге перешёл во владение Гуго Чёрного, брата короля Франции Рауля, сына покойного герцога Бургундии Ричарда Заступника. Гуго уже к 921 году стал самым могущественным графом в этом регионе (архграфом). Он владел с 914 года графствами Варе и Портуа. После смерти Гильома I Аквитанского он в 919 году он наследовал Лион.
После смерти в 936 году своего брата, короля Рауля, Гуго отказался признать королём Франции Людовика IV. Он отправился в свои бургундские владения, где опирался на своих верных вассалов — Жильбера, графа Шалона и Бона, Роберта, виконта Дижона, Обри I, виконта Макона и его сына Лето. В 937 году он отказался принести вассальную присягу по своим владениям королю Бургундии Конраду, поскольку тот в это время находился в плену у короля Германии Оттона I.
В этом же году в Бургундию вторглись венгры, опустошив Безансон.
В 938 году Гуго был вынужден подчиниться королю Людовику, в результате чего король Франции распространил своё влияние на Верхнюю Бургундию, становясь сюзереном Лиона и Вьенна.
В 941 году под давлением короля Оттона I Гуго был вынужден помириться со своим племянником Гуго Великим и его союзником Гербертом II де Вермандуа. Но уже в 943 году он опять вступил в конфликт с Гуго Великим и был вынужден уступить тому половину герцогства Бургундия. А в 944 году он распространил своё влияние на Вьенн, где в это время правил его близкий родственник Карл-Константин.
В это время в графствах усилилось влияние виконта Макона Обри I. Сын виконта Нарбонны Майеля, Обри получил Макон благодаря женитьбе на Толане, наследнице виконта Ракульфа. С благословения Гуго Чёрного и короля Бургундии Конрада он распространил своё влияние на территорию Салена, Понтарлье и Безансона. Его племянник Майель был в это время аббатом Клюни. После смерти Обри I в 945 году его владения были разделены между сыновьями. Лето II (ок. 910—965) стал графом Макона и Безансона, а его брат Умберт I наследовал Сален. Они оба принесли вассальную присягу Гуго Чёрному.
После смерти Гуго Чёрного в 952 года Лето стал самым могущественным феодалом в Верхней Бургундии. Женатый на Ирменгарде, сестре унаследовавшего бургундское герцогство Жильбера де Вержи, он был его сторонником.
После смерти Лето в 965 года владения унаследовал его сын Обри II (ок. 943 — до 982 года). О его правлении не известно практически ничего. После его смерти графство перешло к Отто Гильому, ставшему первым графом Бургундии.

## Макон в составе графства Бургундия

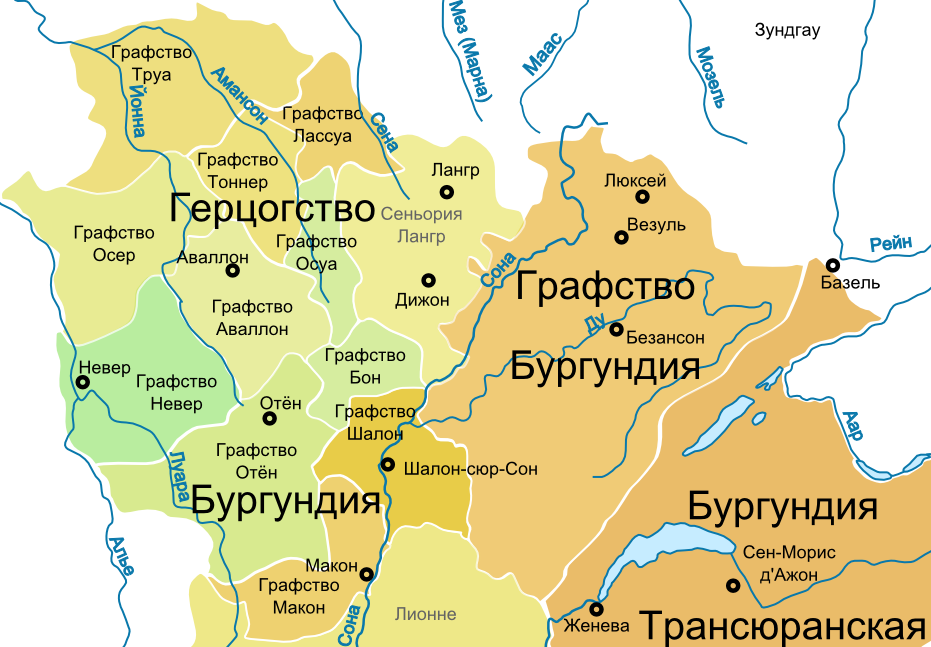

Точно не установлено, каким именно образом графство и когда точно перешло к Отто Гильому, а затем к его старшему сыну Ги I (975/980 — ок. 1004). По одной версии Макон унаследовала Ирментруда де Руси, жена Отто Гильома, вдова графа Обри II, а после её смерти графство перешло к Ги I. По другой версии Ги I мог унаследовать графство через жену, которая могла быть дочерью или внучкой Обри II.
Потомки Ги I управляли Маконом до 1078 года, когда граф Ги II (ум. 1109), правнук Ги I, удалился монахом в Клюни, завещав Макон графу Бургундии Гильому I Великому (ок. 1024—1087). Гильом I Великий в 1085 году передал графство Макон под управление своих сыновей Рено II и Этьена I. После смерти отца Рено унаследовал и графство Бургундия, став носить титул графа Бургундии и Макона, а титул Этьена стал звучать граф Макона и Вьенна. Точно не известно, как разделялась власть в Маконе, но такое совместное правление сохранялось до 1156 года. При этом граф Макона был могущественным и независимым сеньором, владения которого располагались как в герцогстве Бургундия, так и в бывшем королевстве Бургундия. Кроме того на территории графства располагалось могущественное аббатство Клюни. С этого момента и до 1156 года графство входило в состав владений графов Бургундии.
Рено II умер во время Первого крестового похода, его сын Гильом II Немец и внук Гильом III Дитя были к 1027 году убиты в результате заговора баронами. Таким образом, двоюродный дядя последнего, сын Этьена I Рено III (граф Бургундии) стал единовластным графом Бургундии и разделяя титул графа Макона со своим младшим братом Гильом III (ок. 1095—1155).
После смерти Рено III в 1148 году графство Бургундия унаследовала его малолетняя дочь Беатрис I (ок. 1145—1184). Опекуном её стал Гильом III. Он попытался присвоить себе титул графа Бургундии, заточив свою племянницу, но на защиту её прав выступил германский король Конрад III, отправивший освободить её герцога Бертольда IV фон Церингена.
После смерти Гильома IV император выдал Беатрис за своего племянника Фридриха Барбароссу, благодаря чему графство Бургундия перешло в дом Гогенштауфенов.

## Графы Макона и Вьенна
Законные владения Гильома III (IV) были разделены между его сыновьями. Жеро (Жерар) I (ок. 1125 — 15 сентября 1184 года) получил графства Макон и Вьенн, и Этьен II (ок. 1122—1173) — графство Осон.
Начиная с 1156 года в графстве усилилась местная знать, которая, пользуясь удалённостью от власти короля Франции, постоянно воевали как друг против друга, так и против аббатства Клюни. Наиболее могущественными были сеньоры де Брансион, которые развязали настоящую войну против Клюни. В это же время в Маконе также усилилось влияние императора Фридриха Барбароссы, бывшего одновременно графом Бургундии по праву жены, который, борясь против римских пап, разжигал ссоры сеньоров с Клюни. В 1166 году граф Жеро заключил вместе с графом Шалона Гильомом I, сеньором Гумбертом III де Божё и виконтом Арно де Дюн вторглись на территорию аббатства Клюни. Они захватили замок Лурдон, принадлежащий аббатству, само аббатство было разграблено. Аббат Этьен обратился за помощью к королю Франции Людовику VII, который отправился во главе армии в Бургундию, чтобы восстановить порядок в графствах Шалон и Макон. Граф Шалона был смещён и умер в изгнании, однако Жеро продолжил войну. К 1170 году он вместе с тестем, Гоше де Саленом, выступил также против императора Фридриха Барбароссы, однако в итоге потерял ряд владений и замки Орб и Вадан, переданных императором своему союзнику Амадею де Монфуко, графу Монбельяра.
Только в 1172 году Жеро согласился признать власть короля Франции. В замке Вензель был составлен акт, который подписали также сеньоры де Боже и де Брансион, самые могущественные вассалы графа. Однако после смерти короля Людовика VII Жеро, пользуясь малолетством нового короля Франции, Филиппа II Августа, возобновил нападения на аббатство Клюни. Но в 1180 году король Филипп по призыву аббата Тибо предпринял поход в Маконнэ против Жеро и его союзников, Жосерана де Брансиона и графа Гильома II де Шалона. Король осадил Жеро в замке Дюн и принудил его к заключению мира. Мирный договор был подписан в замке Лурдон, а одним из условий мира было уничтожение крепостных стен в замке Дюн.
После смерти Жеро в 1184 году его владения были разделены между тремя сыновьями. Старший сын, Гильом IV (V) (ум. в 1224 году) унаследовал Макон и Вьенн, второй сын, Гоше IV — сеньорию Сален (приданое матери), а младший, Жерар — сеньорию Вадан.
В 1190 году король Филипп, отправлявшийся в третий крестовый поход, принял присягу Гильома IV, а Гоше IV отправился в поход вместе с Филипом.
В 1208—1211 годах Гильом вместе с Этьеном III, графом Осона и Шалона, воевали против графа Бургундии Оттона II Меранского, а в 1217/1218 году вернул замок Орб, захваченный ещё императором Фридрихом Барбароссой.
Старший сын Гильома IV, Жеро (Жерар) II умер раньше отца, поэтому Макон унаследовала малолетняя дочь Жеро — Алиса (ум. 1260). Опекуном Алисы стал младший брат Гильома IV, Рено, а после его смерти последовательно двое младших сыновей Гильома IV — Генрих (ум. 1233) и Гильом, предназначенный с детства церкви. Гильом, отлучённый от церкви, постарался сам стать графом, но успеха не добился.
Алиса вышла замуж за Жан де Дрё (1198—1239), сеньора де Брэн, сына графа Роберта II де Дрё. Жан, пользуясь малолетством короля Людовика IX постарался увеличить независимость графства от центральной власти. Он участвовал во всех заговорах против регентши Бланки Кастильской.
В 1231 году Жан захватил замок Ла Рош-Солютре, принадлежавший епископу Макона, а самого епископа захватил в плен, однако под угрозой отлучения освободил епископа и вернул ему замок.
В 1236 году Жан признал себя сюзереном короля, а в феврале 1239 года Жан и Алиса, не имевшие детей, продали графство Макон королю за 10 000 ливров и 1 000 ливров ежегодной ренты. Жан умер в том же году в Триполи. Алиса же удалилась в аббатство дю Лис около Мелюна, где и умерла в 1260 году.
В 1241 году Алиса подтвердила продажу графства, а титул графа Вьенна она уступила своему кузену, Гуго д'Антиньи, сыну Беатрисы де Макон, дочери графа Жеро. Людовик IX назначил в Макон своего бальи и с этого момента графство стало королевским владением.